# Операція «Фортитьюд»
Операція «Фортитьюд» (англ. Operation Fortitude) — кодова назва спеціальної дезінформаційної операції, проведеної союзниками під час вторгнення в Нормандію. Водночас з низкою інших операцій мала за мету відволікти увагу командування Вермахту стосовно дійсного напрямку зосередження основних сил під час вторгнення союзних військ в Нормандію.

## Цілі
Основною метою операції «Фортитьюд» було забезпечення того, щоб німці не збільшили своєї військової присутності в Нормандії, яку вони досягли шляхом створення вигляду, що союзні війська нападуть на німецькі позиції в інших місцях. Не менш важливим було затримати рух німецьких резервів на плацдарми в Нормандії і запобігти потенційно катастрофічній контратаці. Так «Фортитьюд» мав переконати німців, що додаткові напади будуть здійснені планово-зокрема, в Скандинавії і в Па-де-Кале.

## Засоби
Спочатку передбачається, що хибна інформація буде транслюватися через п'ять основних каналів:
- Фізичний обман: щоб ввести в оману противника вдалися до створення не існуючих збройних одиниць через підроблену інфраструктуру та обладнання, таких як надувні гумові танки і фанерна артилерія.
- Контрольовані витоки інформації через дипломатичні канали, які можуть бути передані через нейтральні країни до німців.
- Бездротовий обмін: щоб ввести в оману супротивника, бездротовий обмін був створений так, щоб імітувати реальні бойові одиниці.
- Використання німецьких агентів контрольованих союзниками через подвійні перехресні системи відправлення хибної інформації німецьким спецслужбам.
- Громадська наявність помітних співробітників, пов'язаних з фантомними групами, таких як FUSAG (1-а американська група армій), в першу чергу відомого американського генерала Джордж С. Паттона.

## Реалізація
Операція поділялася на «Фортитьюд-Північ», в основі якої був комплекс дезінформаційних заходів, спрямованих на створення враження, що вторгнення союзних військ трапиться на узбережжя Норвегії. Друга частина операції, під назвою «Фортитьюд-Південь» комплексом відповідних заходів імітувала за основний напрямок висадки смугу в районі Па-де-Кале у північній Франції.
У ході операція «Фортитьюд» була забезпечена майже повна відсутність німецької повітряної розвідки, а також відсутність неконтрольованих німецьких агентів у Великій Британії. Ненадійність «дипломатичних витоків» призвела до припинення діяльності шпигунів. Більшість неправдивих витоків здійснювався за допомогою неправдивих бездротових переговорів і через німецьких подвійних агентів. Останній виявився найзначнішим.
В цілому операція «Фортитьюд» була настільки успішною, що Гітлер вважав висадку в Нормандії, як фінт: він тримав його танкові резерви в районах, які були вигідні для американців.
План «Фортитьюд» відмінно спрацював, тримаючи німців тривалий час у необізнаності, стосовно того, у якому насправді місті відбудеться висадка головних сил морського десанту.
Операція, що була складовою стратегічної дезінформаційної операції «Бадігард», суттєво вплинула на успіх висадки в Нормандії.